# Lithops

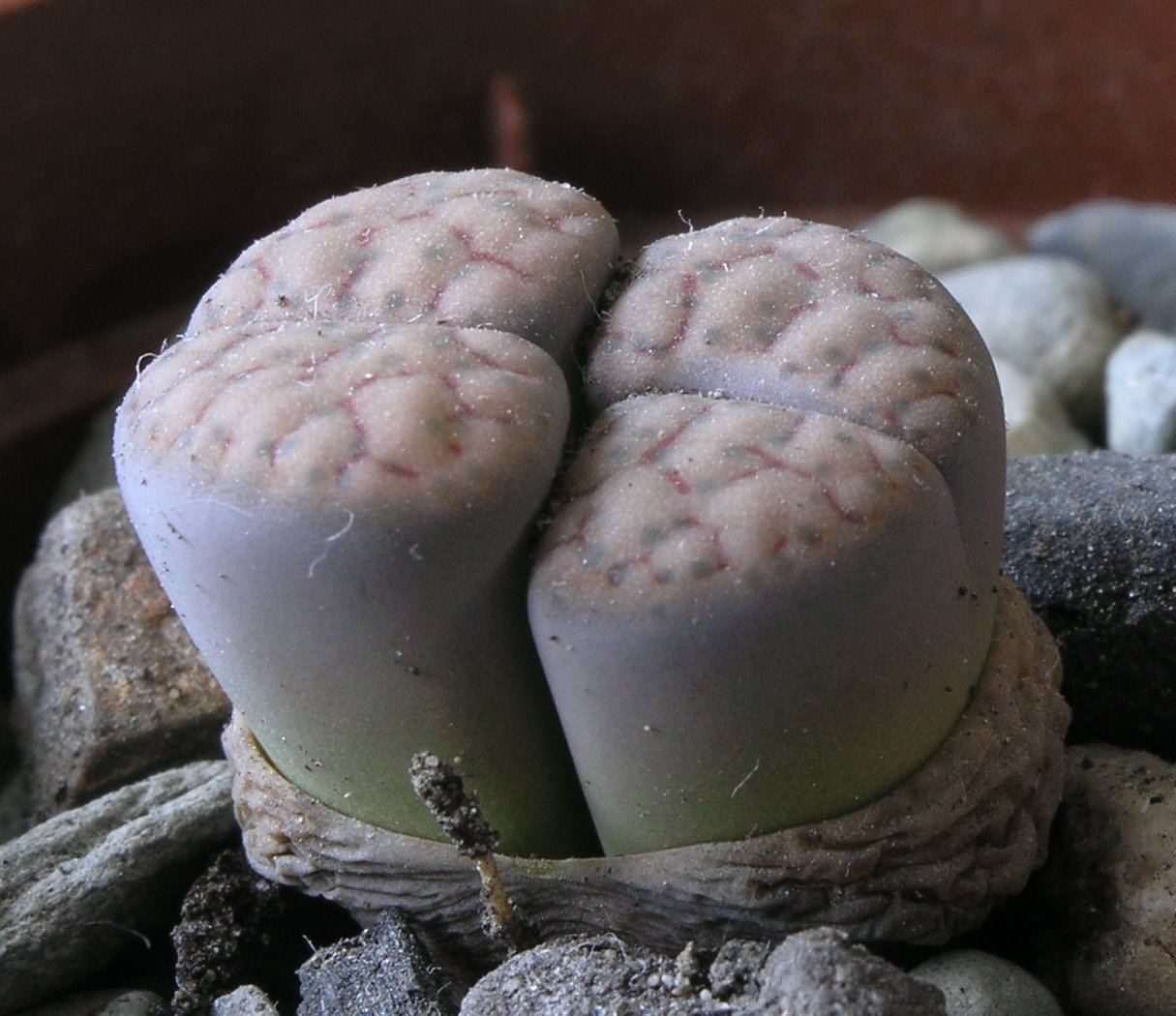
Lithops schwantesii

Lithops ist eine  Gattung sukkulenter Pflanzen aus der Familie der Mittagsblumengewächse (Aizoaceae) und gehört zur Unterfamilie Ruschioideae. Der botanische Name der Gattung leitet sich von den griechischen Substantiven „λίθος“ (lithos) für „Stein“ und „ὄψις“ (opsis) für „Aussehen“ ab und verweist auf die Ähnlichkeit der Pflanzen mit den Steinen, zwischen denen sie normalerweise wachsen. Im Deutschen werden sie und andere derart angepasste sukkulente Pflanzen auch „Lebende Steine“ genannt. Die Arten der Gattung Lithops sind im südlichen Afrika in Botswana, Namibia und Südafrika verbreitet.

## Spezielle botanische Bezeichnungen
Zur Beschreibung der Gattung Lithops und ihrer Arten wurden von den Botanikern einige spezielle Bezeichnungen eingeführt. Als Kopf wird das verwachsene Blattpaar bezeichnet, das den Pflanzenkörper bildet. Die rückseitige Teilung zwischen den beiden Blättern wird Spalt genannt. Dieser teilt den Kopf in zwei Loben. Die Endfläche ist die obere Blattfläche eines Kopfes. Auf der Endfläche befinden sich durchscheinende oder halbdurchscheinende Gebiete, die als Fenster, und undurchsichtige Gebiete, die als Inseln bezeichnet werden. Sind viele oder große Inseln vorhanden, werden die Fenster auf Kanäle reduziert. Die inneren und äußeren undurchsichtigen Gebiete auf der Endfläche, die Fenster und Kanäle umschließen, heißen Ränder. In den Fenstern oder Kanälen vieler Arten treten rote Punkte, Striche, Haken oder Linien auf, die unter der Bezeichnung Rubrikation zusammengefasst werden.

## Beschreibung
Erwachsene Pflanzen sind durch einen Spalt in zwei meist ungleich große Blätter (Loben) geteilt. Diese Loben sind kreiselförmig oder fast zylindrisch verwachsen. Sie besitzen annähernd Kegelgestalt, was die Oberfläche im Vergleich zum Volumen gering hält, so dass die Verdunstung minimal bleibt. Die Loben erreichen ausgewachsen einen Durchmesser von etwa 2 bis 5 cm und eine Höhe von etwa 3 cm.
Durch das obere Ende der Loben dringt Licht durch sogenannte Fenster in die Pflanze ein. Lithops vertragen direkte Sonneneinstrahlung und ein Klima, das durch Niederschlagsarmut und Frostfreiheit gekennzeichnet ist.
Die gelben oder weißen Blüten erscheinen nach der Regenzeit am Ende der Hauptwachstumszeit (September bis November) aus dem Spalt zwischen den Loben.
Die Pflanzen bilden jährlich ein Paar neue Blätter aus. Während der Trockenzeit umgibt das alte Blattpaar das neue und dient gleichzeitig als Wasserspender. Wenn die Pflanze alt genug ist, können aus einem Exemplar durchaus auch zwei Lobenpaare entstehen (Vegetative Vermehrung). In der Literatur werden Pflanzen erwähnt, die bis zu 200 Köpfe aufwiesen; diese mussten mehrere Jahrzehnte alt sein. Je älter die Pflanze wird, desto schwieriger ist die Haltung.
Lithops besitzen Pfahlwurzeln, so dass sie Wasser auch in größeren Tiefen erreichen können.
Lithops sind ein Beispiel für Mimese bei Pflanzen. Da sie in Form und Farbe den Steinen in ihrer Umgebung ähneln, sind sie in der Ruhezeit für pflanzenfressende Tiere schwer zu finden, denn sie sind gut getarnt. In der Vegetationphase ist meist nur die Oberfläche der Pflanzen zu sehen. Die Pflanzen sind dadurch zudem vor der extrem starken Sonneneinstrahlung geschützt.

## Systematik und Verbreitung
Das Verbreitungsgebiet der Gattung Lithops erstreckt sich in Namibia von Kaokoland bis Warmbad und umfasst in Südafrika die Provinzen Nordkap, Westkap, Ostkap, Freistaat, Nordwest, Gauteng, sowie Limpopo. Im südöstlichen Botswana wurden wenige Populationen von Lithops lesliei gefunden.
Nach Desmond Thorne Cole (2017) besteht die Gattung aus folgenden Arten:
- Lithops amicorum D.T.Cole
- Lithops aucampiae L.Bolus
  - Lithops aucampiae subsp. aucampiae
  - Lithops aucampiae subsp. euniceae (de Boer) D.T.Cole
- Lithops bromfieldii L.Bolus
- Lithops coleorum S.A.Hammer & Uijs
- Lithops comptonii L.Bolus
- Lithops dinteri Schwantes
  - Lithops dinteri subsp. dinteri
  - Lithops dinteri subsp. frederici (D.T.Cole) D.T.Cole
  - Lithops dinteri subsp. multipunctata (de Boer) D.T.Cole
- Lithops divergens L.Bolus
- Lithops dorotheae Nel
- Lithops francisci (Dinter & Schwantes) N.E.Br.
- Lithops fulviceps (N.E.Br.) N.E.Br.
- Lithops gesinae de Boer
- Lithops geyeri Nel
- Lithops gracilidelineata Dinter
  - Lithops gracilidelineata subsp. gracilidelineata
  - Lithops gracilidelineata subsp. brandbergensis (Schwantes ex de Boer) D.T.Cole
- Lithops hallii de Boer
- Lithops helmutii L.Bolus
- Lithops hermetica D.T.Cole
- Lithops herrei L.Bolus
- Lithops hookeri (A.Berger) Schwantes
- Lithops julii (Dinter & Schwantes) N.E.Br.
  - Lithops julii subsp. julii
  - Lithops julii subsp. fulleri (N.E.Br.) B.Fearn
- Lithops karasmontana (Dinter & Schwantes) N.E.Br.
  - Lithops karasmontana subsp. karasmontana
  - Lithops karasmontana subsp. bella (N.E.Br.) D.T.Cole
  - Lithops karasmontana subsp. eberlanzii (Dinter & Schwantes) D.T.Cole
- Lithops lesliei (N.E.Br.) N.E.Br.
  - Lithops lesliei subsp. lesliei
  - Lithops lesliei subsp. burchellii D.T.Cole
- Lithops localis Schwantes
- Lithops marmorata (N.E.Br.) N.E.Br.
- Lithops meyeri L.Bolus
- Lithops naureeniae D.T.Cole
- Lithops olivacea L.Bolus
- Lithops optica (Marloth) N.E.Br.
- Lithops otzeniana Nel
- Lithops pseudotruncatella (A.Berger) N.E.Br.
  - Lithops pseudotruncatella subsp. pseudotruncatella
  - Lithops pseudotruncatella subsp. archerae (De Boer) D.T.Cole
  - Lithops pseudotruncatella subsp. dendritica (Nel) D.T.Cole
  - Lithops pseudotruncatella subsp. groendrayensis (H.Jacobsen) D.T.Cole
  - Lithops pseudotruncatella subsp. volkii (de Boer & Boom) D.T.Cole
- Lithops ruschiorum (Dinter & Schwantes) N.E.Br.
- Lithops salicola L.Bolus
- Lithops schwantesii Dinter
  - Lithops schwantesii subsp. schwantesii
  - Lithops schwantesii subsp. gebseri (de Boer) D.T.Cole
- Lithops steineckeana Tischer
- Lithops turbiniformis (Haw.) N.E.Br.
- Lithops vallis-mariae (Dinter & Schwantes) N.E.Br.
- Lithops verruculosa Nel
- Lithops villetii L.Bolus
  - Lithops villetii subsp. villetii
  - Lithops villetii subsp. deboeri (Schwantes) D.T.Cole
  - Lithops villetii subsp. kennedyi (de Boer) D.T.Cole
- Lithops viridis H.A.Lückh.
- Lithops werneri Schwantes & H.Jacobsen

## Botanische Geschichte

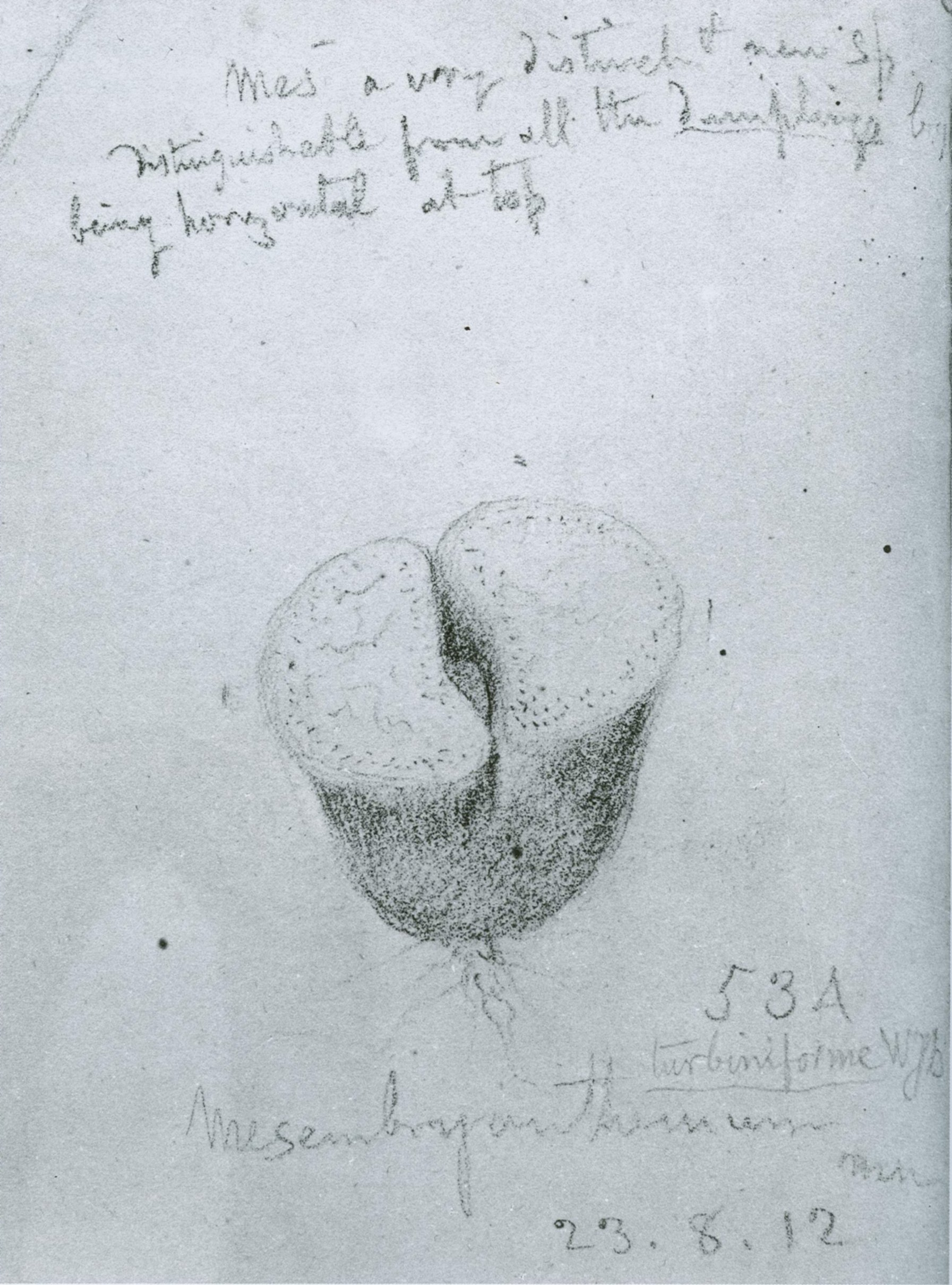
Die von William John Burchell angefertigte Zeichnung von Mesembryanthemum turbiniforme trägt das Datum vom 23. August 1812.

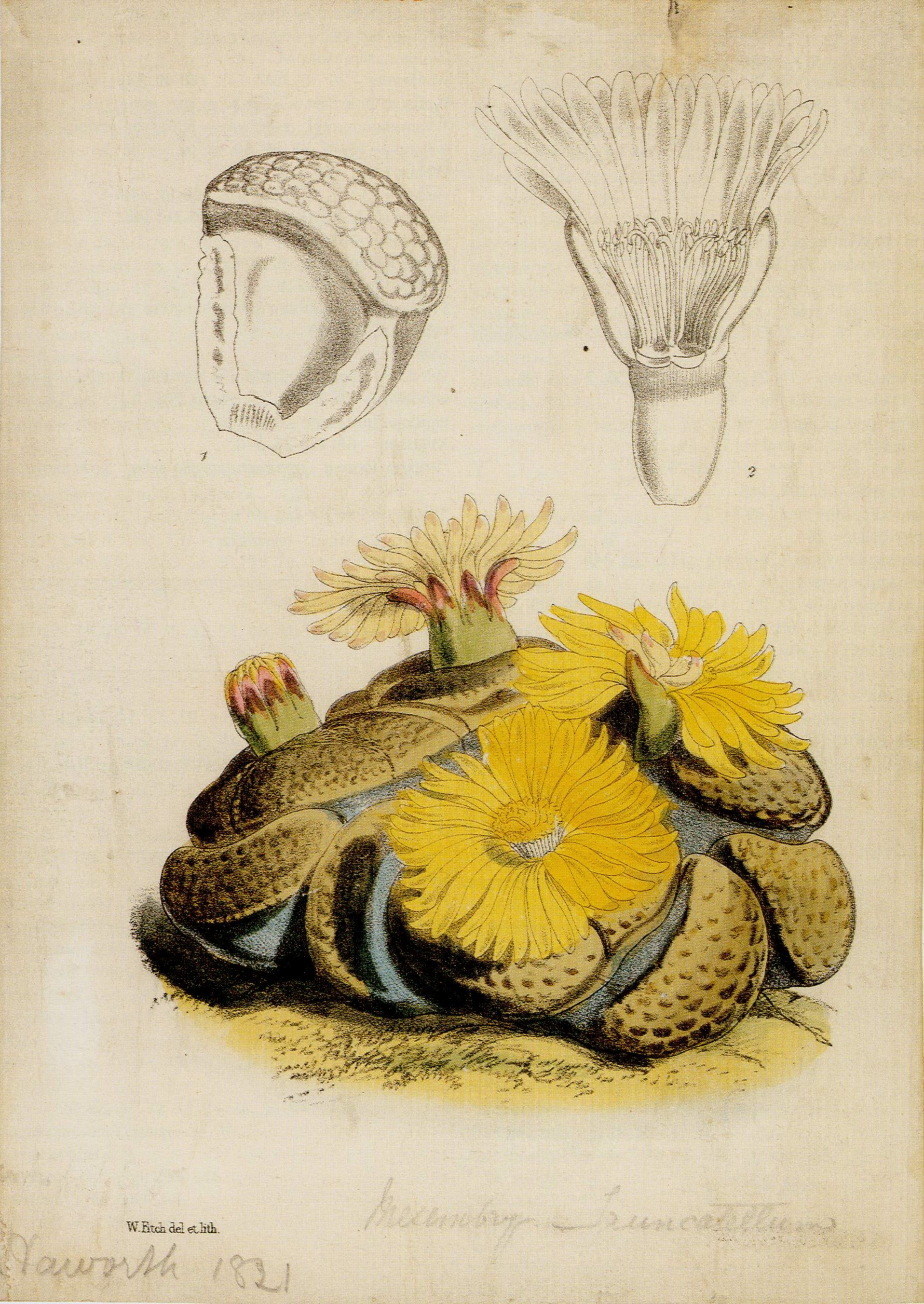
Eine durch Joseph Dalton Hooker angefertigte Zeichnung von Mesembryanthemum truncatellum erschien 1874 im von William Curtis herausgegebenen Botanical Magazin.

Am 14. September 1811 notierte William John Burchell, der sich nahe Prieska in der heutigen südafrikanischen Provinz Nordkap befand:

„Etwas vom steinigen Untergrund aufhebend, was ein vermeintlich seltsam geformter Kiesel war, stellte sich als eine Pflanze heraus, die eine weitere Art in der umfangreichen Sippe der Mesembryanthemum war, die jedoch in Farbe und Aussehen den Steinen zwischen denen sie wuchs äußerst ähnlich war.“

Nach einer Zeichnung von Burchell, die dieser knapp ein Jahr nach seinem Fund angefertigt hatte und auf der die Pflanze als Mesembryanthemum turbiniforme bezeichnet wurde, beschrieb Adrian Hardy Haworth 1821 diese neue Art zum ersten Mal.
Erst knapp ein Jahrhundert später stellte Nicholas Edward Brown die Gattung Lithops auf und ordnete ihr neben Mesembryanthemum turbiniforme die seit Anfang des 20. Jahrhunderts von ihm bzw. durch Alwin Berger, Rudolf Marloth, Kurt Dinter und Gustav Schwantes beschriebenen Arten Mesembryanthemum pseudotruncatellum (beschrieben 1908), Mesembryanthemum opticum (1910), Mesembryanthemum lesliei (1912), Mesembryanthemum fulviceps (1914), Mesembryanthemum karasmontanum (1920), Mesembryanthemum marmoratum (1920) und die neue Art Lithops bella zu. Die ebenfalls bekannten Mesembryanthemum hookeri (bereits 1874 entdeckt) und Mesembryanthemum locale (1920 beschrieben) beließ er jedoch in der Gattung Mesembryanthemum.

## Gefährdung
Im Anhang I des Washingtoner Artenschutz-Übereinkommens sind keine Arten der Gattung Lithops enthalten. In der Roten Liste gefährdeter Arten der IUCN sind hingegen sieben Arten mit unterschiedlichem Bedrohungsstatus aufgeführt. Drei Arten, Lithops francisci, Lithops hermetica, Lithops werneri, gelten als bedroht („Vulnerable (VU)“). Lithops optica ist gering gefährdet („Near Threatened  (NT)“). Als nicht gefährdet („Least Concern (LC)“) sind Lithops fulviceps,  Lithops ruschiorum und Lithops vallis-mariae eingestuft.

## Nachweise

## Weiterführende Literatur
- Harald Jainta, Anja Jainta: Lebende Steine – Faszination im südlichen Afrika. In: Kakteen und andere Sukkulenten. Band 58, Nr. 4, S. 99–105,  Pforzheim 2007
- Harald Jainta, Anja Jainta: Faszinierende Lebende Steine im südlichen Afrika. In: Kakteen und andere Sukkulenten. Band 60, Nr. 12, S. 309–318,  Pforzheim 2009
- Harald Jainta, Anja Jainta: Lebende Steine in Zentral- und West-Namibia. In: Kakteen und andere Sukkulenten. Band 61, Nr. 11, S. 295–303,  Pforzheim 2010
- A. Kellner, C. M. Ritz, P. Schlittenhardt, F. H. Hellwig: Genetic differentiation in the genus Lithops L. (Ruschioideae, Aizoaceae) reveals a high level of convergent evolution and reflects geographic distribution. In: Plant Biology. Band 13, Nummer 2, 2011, S. 368–380, DOI:10.1111/j.1438-8677.2010.00354.x.